# Mariano Gálvez
Pour les articles homonymes, voir Gálvez.
 (novembre 2023).
Si vous disposez d'ouvrages ou d'articles de référence ou si vous connaissez des sites web de qualité traitant du thème abordé ici, merci de compléter l'article en donnant les références utiles à sa vérifiabilité et en les liant à la section « Notes et références ».
José Felipe Mariano Gálvez, né vers 1794 à Nueva Guatemala de la Asunción dans la Capitainerie générale du Guatemala et mort le 29 mars 1862, est un juriste et homme politique libéral guatémaltèque. Il est chef d'État du Guatemala au sein de la République fédérale d'Amérique centrale pendant deux mandats, du 28 août 1831 au 3 mars 1838. En 1836, il est élu membre de la Société américaine de philosophie.

## Biographie

### Études
Né durant les années 1790 (certains historiens penchent pour le 29 août 1790, alors que d'autres s'entendent pour le 26 mai 1794), Gálvez est retrouvé dans un panier devant la maison de Fray Toribio Carvajal. Carvajal donne alors l'enfant en adoption à la famille de Gertrudis Gálvez, l'une des familles les plus aisées de la région à cette époque. Après des études secondaires à Guatemala, il fréquente l'école de droit de l'Université pontificale San Carlos Borromeo d'où il sort diplômé avec un doctorat le 16 décembre 1819.

### Début de carrière politique
Siégeant au conseil municipal de Guatemala, il introduit une motion afin de réclamer la fin de la guerre entre le Guatemala et le Salvador. Il sert également comme conseiller privé de Gabino Gaínza durant son administration à la tête du pays. Son influence pourrait alors avoir un lien dans la vigueur avec laquelle Gaínza s'oppose au mouvement populaire de liberté. Après l'indépendance, Gálvez est en faveur de l'annexion du Guatemala par le Mexique. Lorsque le premier congrès fédéral de l'Amérique centrale se rencontre à Guatemala en 1825, il en est l'un des députés et également président du Congrès. Durant la première guerre civile centraméricaine (en) (1826-1829), Gálvez se joint aux troupes fédéralistes conservatrices favorables à un gouvernement unitaire et qui tente de contrer l'invasion des forces libérales de Francisco Morazán. Gálvez se ralliera plus tard aux forces de Morazán à Ahuachapán.

### Fonction de chef d'État
Membre du parti libéral, Mariano Gálvez est nommé chef d'État en 1831, durant une période de grande agitation où gouverner s'avère très compliqué. Après l'expulsion des membres et proches de la famille Aycinena, ainsi que du clergé régulier en 1829, il est nommé gouverneur du Guatemala par Morazán en 1831. Des historiens libéraux comme Ramón Rosa et Lorenzo Montúfar y Rivera indiquent que Gálvez fait la promotion de plusieurs innovations dans plusieurs aspects de son administration et tente de s'affranchir graduellement de l'influence de l'Église catholique. Il est aussi rapporté qu'il fait la promotion des arts et sciences et qu'il élimine les festivals religieux et jours fériés. Il fonde la Bibliothèque nationale et le Musée national tout en promouvant la liberté de la presse et d'association. Sous son administration, il promulgue le Code Livingstone (code pénal louisianais),. Il entame également une réforme du système de justice et réorganiser les gouvernements municipaux. Il fait également une tentative afin de construire un Théâtre national, mais il est renversé avant d'entamer sa construction.
L'une de ses plus grandes erreurs[Interprétation personnelle ?] est un contrat avec Michael Bennett un partenaire commercial de Francisco Morazán concernant le bois d'œuvre. Le contrat permet la colonisation des territoires de Izabal, Verapaces, Petén et du Belize. Il milite pour un transfert de la capitale de la fédération guatémaltèque vers San Salvador[réf. nécessaire].
Parmi ses opposants majeurs figurent José Francisco Barrundia et Pedro Molina Mazariegos qui étaient des amis d'enfance, mais qui se rallient à l'opposition après la tentative du gouvernement Gálvez de réprimer violemment une révolte des communautés rurales,.
En 1838, Antigua Guatemala, Chiquimula et Salamá considèrent le gouvernement comme illégitime et en février de la même année, les troupes de Rafael Carrera entrent dans Guatemala et demandent la réouverture de la cathédrale et la restauration des ordres catholiques dans les communautés. Gálvez demeure tout de même dans la ville après les évènements.

## Mort
Gálvez meurt à Mexico en mars 1862. Il est ensuite inhumé au cimetière de San Fernando. En 1925, ses restes sont rapatriés au Guatemala et conservés dans l'école de droit de Guatemala.
L'université Mariano Gálvez de Guatemala (en), privée et fondée en 1966 à Guatemala est nommée en son honneur.